# Jugarem a estimar-nos

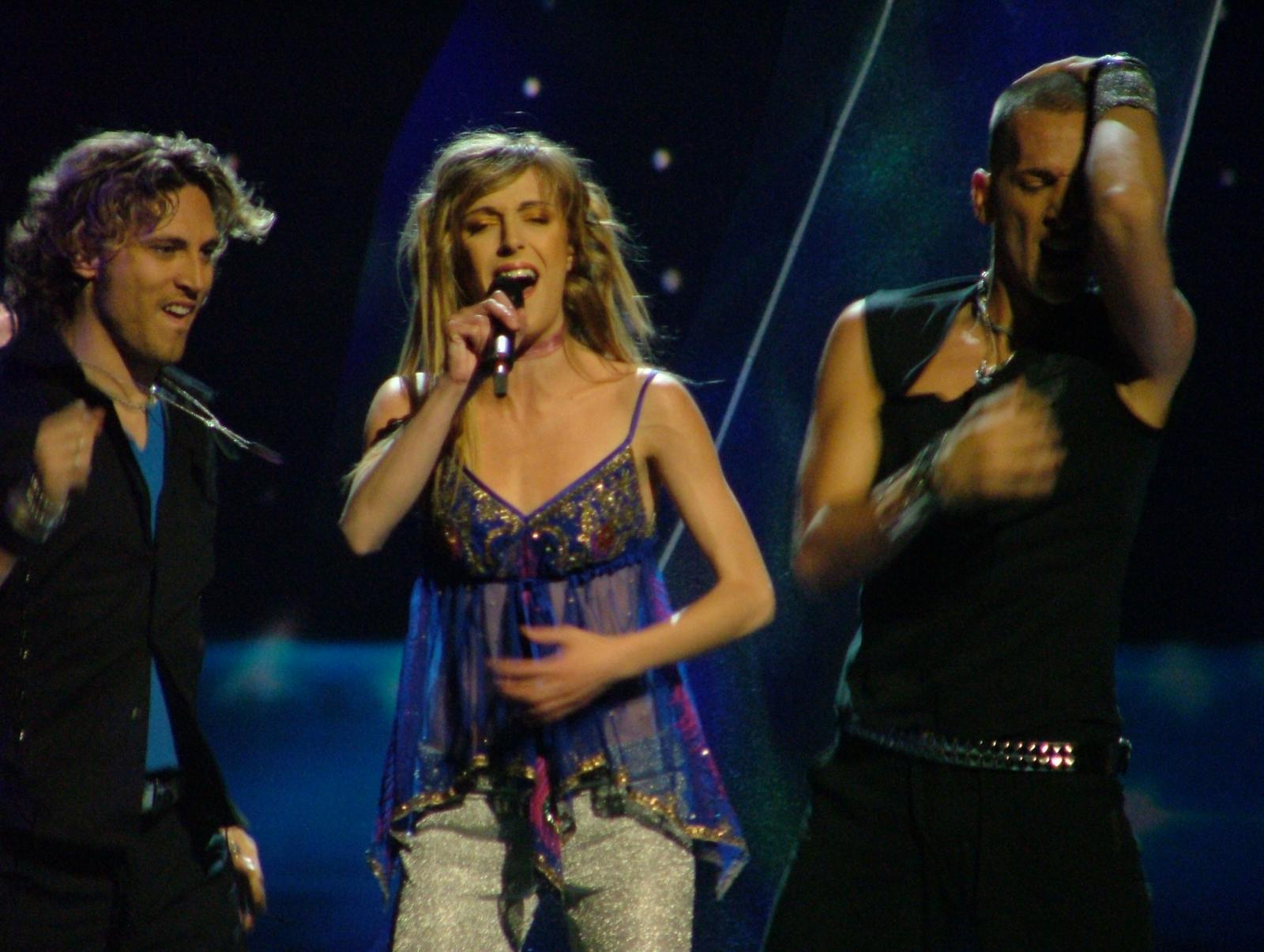
Marta Roure wykonująca piosenkę „Jugarem a estimar-nos” podczas Konkursu Piosenki Eurowizji 2004

Jugarem a estimar-nos – utwór andorskiej piosenkarki Marty Roure, nagrany i wydany w 2004 roku oraz umieszczony na debiutanckim albumie studyjnym artystki pt. Nua. Utwór napisał Jofre Bardagí.
Utwór reprezentował Andorę podczas 49. Konkursu Piosenki Eurowizji w 2004 roku, wygrywając kilkuetapowe krajowe eliminacje. Piosenka została zaprezentowana w pierwszym koncercie ćwierćfinałowym selekcji, w którym zdobyła 4 z 7 punktów od komisji jurorskiej oraz telewidzów z Andory i Katalonii, pokonując utwór „El destí” zespołu Bis a Bis, rywala Roure podczas całego procesu eliminacji. W marcu piosenka otrzymała maksymalną liczbę 7 punktów w etapie półfinałowym i awansowała do finałowej rundy eliminacji, w której wygrała z wynikiem 5 punktów, zostając tym samym pierwszą w historii andorską propozycją biorącą udział w Konkursie Piosenki Eurowizji. Podczas półfinału Eurowizji 2004, który odbył się 12 maja, utwór zajął 18. miejsce, zdobywając łącznie 12 punktów (wszystkie od Hiszpanii).

## Lista utworów
CD Single
1. „Jugarem a estimar-nos” – 3:01